# Кайку

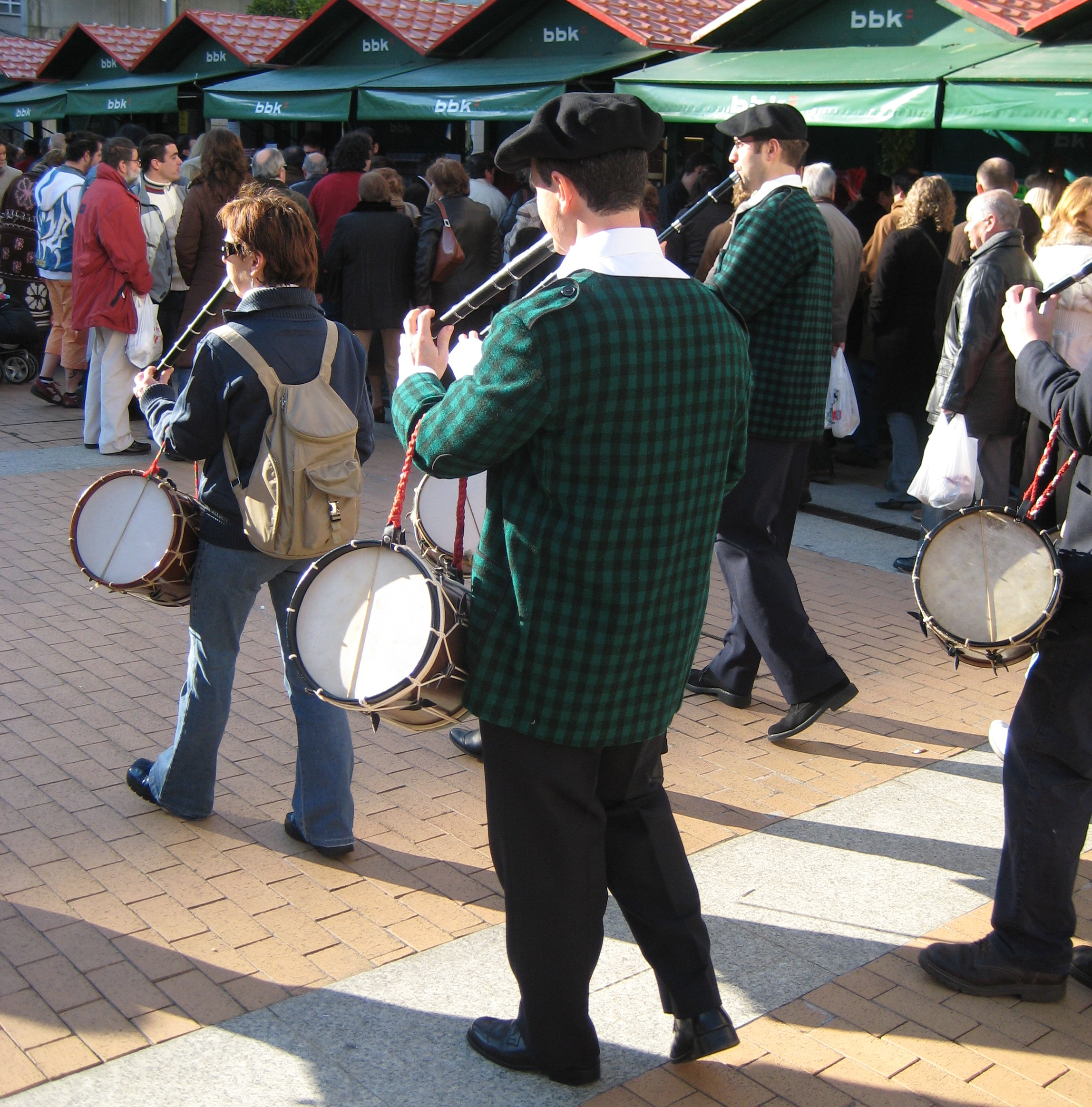
Музыканты в кайку (Лехона, 2007)

Кайку (баск. kaiku) — шерстяная куртка или жакет, национальная одежда басков.

## Разновидности

### Мендигойсале
Название «кайку» может относиться к двум различным видам одежды. Этим словом может называться длинный свободный вязаный жакет из овечьей шерсти, спереди завязывающийся на шнурки с помпонами. Синонимичное название — мендигойсале (mendigoizale).
Первоначально мендигойсале — одежда баскских крестьян и шахтёров. До конца XIX — начала XX века для их изготовления использовалась чёрная и белая некрашеная овечья шерсть, а узор на полочках был геометрическим или состоял из букв (известно, что в Ульсаме на полочках одежды шахтёров размещалось имя владельца). Современные мендигойсале чаще всего тёмно-синего или чёрного цвета с красным узором, а один из наиболее характерных узоров — гербы провинций Страны Басков.

### Лекейтиар
Лекейтиар (lekeitiar) — разновидность кайку из шерстяной ткани, традиционная одежда моряков и рыбаков. Слово происходит от названия города Лекейтио, однако в самом городе оно не используется, а куртка называется «чамар» (txamar) или «чамарроте» (txamarrote). В провинции Гипускоа используется синонимичное слово «чамаррета» (txamarreta). Традиционные цвета лекейтиара — синий, чёрный, белый, зелёный, красный, серый. Ткань может быть однотонной или клетчатой.

## История

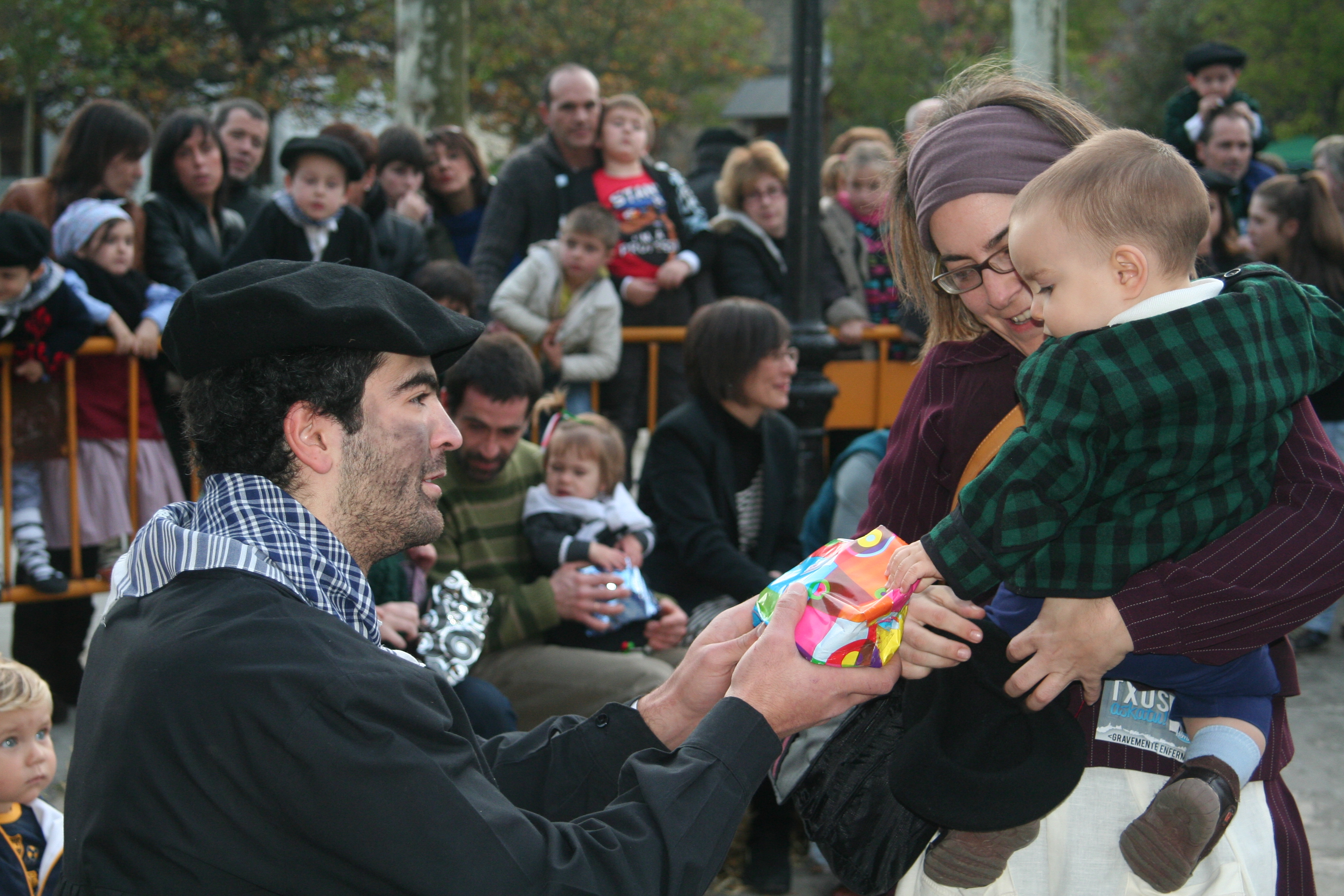
Ребёнок в кайку на встрече с Оленцеро

До начала XX века кайку носили баски, ведущие традиционный образ жизни, прежде всего крестьяне и рыбаки. Между 1910 и 1930 годами кайку носили и в городах, но затем эта одежда потеряла популярность на несколько десятилетий.
В 1960-е годы традиция ношения обеих основных разновидностей кайку была возрождена, при этом старые модели не копировались, а модифицировались: добавлялись карманы, заплатки на локтях, и, кроме того, кайку стали носить не только мужчины, но и женщины. С этого времени кайку — символ борьбы басков с диктатурой: так, известно, что писатель и политик Телесфоро Монсон носил синий лекейтиар, а педагог Эльбира Сипитрия — чёрно-зелёный клетчатый.
В 1980-е годы куртка кайку приобрела статус народного костюма и стала распространённым элементом одежды среди исполнителей народной баскской музыки и танцев, а также во время празднования Дня родины, дня святого Фомы и других праздников. Распространился обычай надевать кайку на свадьбу. Кроме того, кайку часто носят дети на Рождество, когда ходят встречать Оленцеро.